# تریکودینیا
تریکودینیا (به انگلیسی: Trichodynia)، یک حالتی است که بیمار درد شدیدی را در ناحیهٔ پوست سر احساس می‌کند. گاهی اوقات این درد با سوزش شدید همراه است. این درد با بستن، شانه کردن و حتی لمس کردن پوست سر هم تشدید می‌شود که باعث ریزش شدید مو هم در مردان و هم در زنان می‌شود که البته در زنان بسیار دیده شده است. با توجه به تحقیقی که در سال ۲۰۰۲ انجام شده است علت این بیماری می‌تواند استرس، افسردگی و ناراحتی باشد.

## درمان
برای این بیماری درمان قطعی مشخص نشده است اما مشاهده شده که برخی از بیماران با استفاده از قرص‌های ضد افسردگی مانند دوکسپین و آمی تریپتیلین (البته با مشورت با پزشک متخصص پوست و مو) توانستند اثرات درد شدید و سوزش را بعد از چند هفته از بین ببرند.